# Кинематограф Европы
Европе́йское кино́ — собирательное название для европейских киношкол.
Европейское кино — старейшее в мире. По популярности даже в самой Европе оно уступает американскому, но по уважению со стороны кинокритиков, возможно, даже превосходит. Европейское кино принято считать академичным, хотя и в Европе снимаются коммерческие кассовые фильмы. В отличие от американского кино, европейское часто спонсируется государством.
За время существования европейского кино в нём возникали различные течения и направления: советский киноавангард, немецкий экспрессионизм, итальянский неореализм, французская новая волна, Догма 95.

## Европейский кинематограф1910-х —1920-х годов
Перед Первой мировой войной фактически в каждой европейской стране появились свои национальные киностудии. В малых странах их было по две-три, а в больших, таких как Франция и Германия, по нескольку десятков. Конечно, война нанесла значительный урон производству фильмов, но все же многие студии выжили и даже подняли художественный уровень европейского фильма до невиданного ранее уровня.
В европейском кино появляются принципиально новые направления:
- французский импрессионизм.
- немецкий экспрессионизм.
- дадаизм.
- сюрреализм.

## Французское кино
Французский кинематограф со времени своего создания и до наших дней всегда относился к числу доминирующих европейских киношкол.

### «Золотой век» французского кино
1930-е годы считаются «золотым веком» французского кинематографа. Невероятно вырос авторитет кино. Впервые французским кинематографистам удалось несколько потеснить голливудскую продукцию на европейском кинорынке. Наиболее значимое направление в этот период — поэтический реализм.

### Французская «новая волна»
«Новая волна» (Nouvelle vague), художественное движение, в корне преобразившее характер национального кинематографа Франции на рубеже 50—60-х годов. Само название вошло в обиход благодаря критику Пьеру Бийару, комментировавшему на страницах журнала «Синема-58» один из социологических опросов, касавшийся так называемой «молодежной проблемы».
Кратковременность этого радикального течения, затронувшего кинопрессу, прокат и телевидение (о её спаде стали писать уже в 1962), не отменяет принципиальной значимости этого явления как национального, так и международного масштаба. Зарождение «новой волны» принято связывать с именем крупнейшего французского критика и теоретика «десятой музы» Андре Базена (1918—1958) и созданным его учениками и единомышленниками кинематографическим журналом Cahiers du cinéma (Cahier du cinema, основан в 1951 А. Базеном и Ж. Дониоль-Валькрозом. В работе журнала принимали участие молодые реформаторы, будущие кинорежиссёры «новой волны» Ж.-Л. Годар, Ф. Трюффо, К. Шаброль, Э. Ромер.
После молодёжного протеста в 1968 во Франции сотрудники журнала призывали политизировать кинокритику, которая смогла бы соперничать с собственно политической природой фильма; вышло в свет более 400 номеров журналов). Молодых сотрудников «Кайе…», энтузиастов французской синематеки, объединяло неприятие мертвящего духа и однообразия штампов коммерческого кино, не отражавшего действительного богатства окружающей реальности. Вдохновленные примером итальянского неореализма, эти молодые люди требовали от кинематографа большей заземлённости и социальной направленности, отказа от традиционных костюмных и салонных сюжетов, обращения к жизни простого человека. Их любимыми лозунгами стали: от Дзиги Вертова — «жизнь врасплох», и от Александра Астрюка — «субъективная камера» и «камера-перо». И когда чуть позднее прозвучал лозунг Андре Базена — «теоретики — в практики!» многие из них действительно пришли в кинематограф, породив явление, которое стали называть «новой волной», просуществовавшее около десяти лет, и оказавшее огромное влияние на весь мировой кинематографический процесс.

## Немецкое кино
Немецкий кинематограф мало уступал французскому, а в технических разработках зачастую даже опережал.
Так было, во всяком случае, до прихода нацистов к власти, когда большая часть творческой интеллигенции уехала из Германии, и кинематографисты не были исключением. Но были и плюсы, к таким можно отнести мощную поддержку кинематографа правительством национал-социалистов: государство вкладывало значительные средства в развитие кинопромышленности, позволяя ей, в свою очередь, совершенствоваться в техническом плане. Было налажено производство первых цветных картин.

## Шведское кино
Шведский кинематограф является одним из старейших в Европе (после Франции и Германии).
Несмотря на относительно небольшое количество выпускаемых фильмов, значение их для мирового кинематографа чрезвычайно велико. Шведское кино никогда не подражало ни одному кино в мире, а разрабатывало собственный путь, черпая идеи из национальной литературы.

## Датское кино
Датский кинематограф в течение 1910-х — 1930-х гг., несмотря на скромное количество выпускаемых фильмов, держал очень высокий художественный уровень, особенно в изобразительном плане и монтаже.
За годы Второй мировой войны этот уровень был утрачен, известность получили только фильмы Карла Дрейера. Лишь в конце 1970-х гг., с появлением группы молодых кинематографистов, позднее ставшими ядром проекта «Догма 95», началось возрождение датского кино. (Одним из инициаторов проекта был режиссёр Ларс Фон Триер).

## Британское кино
Английское кино всегда стояло несколько особняком от остального европейского. В Великобритании к моменту распространения кинематографа существовала всемирно известная актёрская школа и значительные культурные традиции. Самым известным британским кинорежиссёром остаётся Альфред Хичкок, поставивший значительную часть своих фильмов за пределами Великобритании, в США.

## Итальянское кино
Итальянский кинематограф начал развиваться в 1900-е — 1910-е годы. С приходом к власти фашистов, в кинематографе Италии была установлена жёсткая цензура, но, вместе с тем, создана инфраструктура, способствующая развитию кино и открыт первый в мире кинофестиваль (в Венеции). Расцвет итальянского кино пришёлся на 1950-е — 1970-е. К этому времени относится появление кинематографического неореализма, центром которого стала Италия. Широкую известность получил также жанр спагетти-вестерна. Начиная с 1980-х, итальянское кино переживает кризис.
Художественное развитие итальянского кино началось в 1912 г., когда Жассе ещё весьма пессимистически относился к итальянцам. Амброзио снимал «Камо грядеши?», Гуаццони ставил «Освобождённый Иерусалим», Паскуали руководил постановкой «Спартака», Джузеппе ле Лигуоро — съёмками «Одиссеи» и «Ада».

## Самые известные европейские киношколы
- Кино Великобритании
- Кино Германии
- Кино Дании
- Кино Италии
- Кино Польши
- Кино СССР
- Кино Франции
- Кино Югославии

## Режиссёры
- Педро Альмодовар (Испания)
- Тео Ангелопулос (Греция)
- Микеланджело Антониони (Италия)
- Билле Аугуст (Дания)
- Евгений Бауэр (Россия)
- Ингмар Бергман (Швеция)
- Бернардо Бертолуччи (Италия)
- Сергей Бондарчук (СССР)
- Луис Бунюэль (Испания)
- Анджей Вайда (Польша)
- Вим Вендерс (Германия)
- Роберт Вине (Германия)
- Лукино Висконти (Италия)
- Жан-Люк Годар (Франция)
- Питер Гринэуэй (Великобритания)
- Андре Дельво (Бельгия)
- Пуриша Джорджевич (Югославия)
- Александр Довженко (СССР)
- Аки Каурисмяки (Финляндия)
- Кшиштоф Кесьлёвский (Польша)
- Григорий Козинцев (СССР)
- Стэнли Кубрик (Великобритания)
- Эмир Кустурица (Югославия)
- Фриц Ланг (Германия)
- Клод Лелуш (Франция)
- Серджо Леоне (Италия)
- Дэвид Лин (Великобритания)
- Душан Макавеев (Югославия)
- Роман Полански (Польша/Франция)
- Юлиуш Махульский (Польша)
- Иржи Менцель (Чехословакия)
- Никита Михалков (Россия)
- Кира Муратова (Украина)
- Фридрих Вильгельм Мурнау (Германия)
- Аста Нильсен (Дания)
- Оле Ольсен (Дания)
- Пьер Паоло Пазолини (Италия)
- Игорь Подольчак (Украина)
- Яков Протазанов (Россия)
- Михаил Ромм (СССР)
- Роберто Росселлини (Италия)
- Иштван Сабо (Венгрия)
- Александр Сокуров (Россия)
- Андрей Тарковский (СССР)
- Франсуа Трюффо (Франция)
- Франсуа Озон (Франция)
- Том Тыквер (Германия)
- Федерико Феллини (Италия)
- Ларс Фон Триер (Дания)
- Милош Форман (Чехословакия)
- Райнер Фассбиндер (Германия)
- Альфред Хичкок (Великобритания)
- Лариса Шепитько (СССР)
- Сергей Эйзенштейн (СССР)
- Миклош Янчо (Венгрия)

## Актёры
- Жан-Поль Бельмондо (Франция)
- Дерк Богард (Великобритания)
- Моника Витти (Италия)
- Марина Влади (Франция)
- Джан Мария Волонте (Италия)
- Жан Габен (Франция)
- Ален Делон (Франция)
- Катрин Денёв (Франция)
- Жерар Депардьё (Франция)
- Марлен Дитрих (Германия)
- Евгений Евстигнеев (СССР)
- Анни Жирардо (Франция)
- Клаудиа Кардинале (Италия)
- Чарльз Лоутон (Великобритания)
- Евгений Леонов (СССР)
- Макс Линдер (Франция)
- Джина Лоллобриджида (Италия)
- Софи Лорен (Италия)
- Джульетта Мазина (Италия)
- Анна Маньяни (Италия)
- Жан Маре (Франция)
- Марчелло Мастроянни (Италия)
- Лайза Миннелли (Италия)
- Андрей Миронов (СССР)
- Ив Монтан (Франция)
- Юрий Никулин (СССР)
- Аста Нильсен (Дания)
- Филипп Нуаре (Франция)
- Лоренс Оливье (Великобритания)
- Любовь Орлова (СССР)
- Марика Рёкк (Германия)
- Мишель Симон (Франция)
- Иннокентий Смокунтовский (СССР)
- Макс Фон Сюдов (Швеция)
- Уго Тоньяцци (Италия)
- Лолита Торрес (Испания)
- Тото (Франция)
- Жан-Луи Трентиньян (Франция)
- Беата Тышкевич (Польша)
- Фернандель (Франция)
- Жерар Филип (Франция)
- Луи де Фюнес (Франция)
- Вера Холодная (Россия)
- Збигнев Цыбульский (Польша)

## Фильмы
- 8 1/2 (Италия)
- Андалузский пёс (Франция)
- Андерграунд (Югославия)
- Андрей Рублёв (СССР)
- Аталанта (Франция)
- Баллада о солдате (СССР)
- Броненосец «Потёмкин» (СССР)
- Вампир от Ферата (Чехословакия)
- Виридиана (Испания)
- Возвращение (Россия)
- Возраст Христа (Kristove roky) (Чехословакия)
- Всё о моей матери (Испания)
- В прошлом году в Мариенбаде (Франция)
- Голубой ангел (Германия)
- Девушка со спичечной фабрики (Финляндия)
- Дневная красавица (Франция)
- Дорога (Италия)
- Европа (Дания)
- Жестяной барабан (ФРГ)
- Жюль и Джим (Франция)
- Завтра встану и ошпарюсь чаем (Чехословакия)
- Замужество Марии Браун (ФРГ)
- Земляничная поляна (Швеция)
- Зеркало (СССР)
- Кабинет доктора Калигари (Германия)
- Комедианты (Греция)
- Леди Гамильтон (Великобритания)
- Летят журавли (СССР)
- Метрополис (Германия)
- Мужчина и женщина (Франция)
- На последнем дыхании (Франция)
- Небо над Берлином (ФРГ)
- Нибелунги (Германия)
- Обыкновенный фашизм (СССР)
- Орфей (Франция)
- Пелле-завоеватель (Дания)
- Пепел и алмаз (Польша)
- Персона (Швеция)
- Поезда под пристальным наблюдением (Чехословакия)
- Последнее танго в Париже (Италия)
- Похитители велосипедов (Италия)
- Правила игры (Франция)
- Приключение (Италия)
- Путёвка в жизнь (СССР)
- Рокко и его братья (Италия)
- Секс-миссия (Польша)
- Сладкая жизнь (Италия)
- Слово (Дания)
- Слуга (Великобритания)
- Смерть в Венеции (Италия)
- Страсти Жанны д’Арк (Франция)
- Третий человек (Великобритания)
- Три цвета (Франция)
- Фанфан-Тюльпан (Франция)
- Фотоувеличение (Великобритания)
- Хиросима, любовь моя (Франция)
- Человек из мрамора (Польша)
- Человек с киноаппаратом (СССР)
- Четыреста ударов (Франция)
- Шербурские зонтики (Франция)
- Ящик Пандоры (Германия)
- Я убил Эйнштейна, господа (Чехословакия)

## Европейские кинофестивали
- Каннский кинофестиваль
- Венецианский кинофестиваль
- Берлинский кинофестиваль
- Кинофестиваль в Сан-Себастьяне
- Московский кинофестиваль